# Christos Asonitis

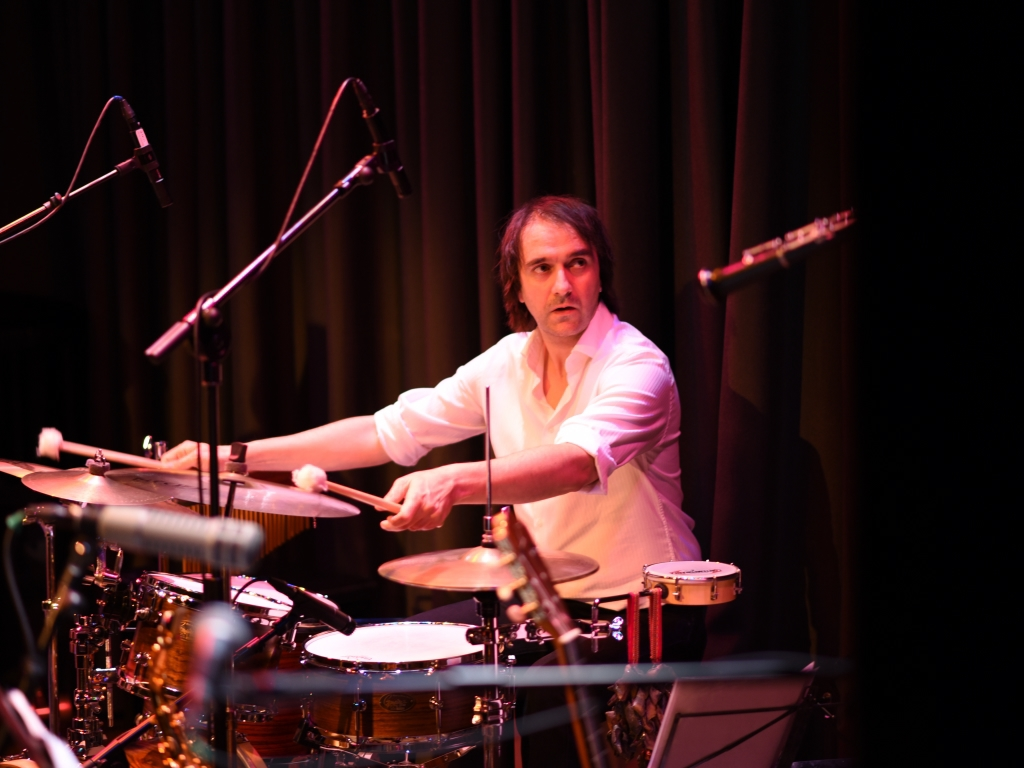
Christos Asonitis (2017)

Christos Spyridon Asonitis (* 14. Dezember 1974 in Athen) ist ein griechisch-deutscher Jazzmusiker (Schlagzeug, Komposition), dessen Beginne in der Rockmusik liegen.

## Leben und Wirken
Asonitis wuchs mit Rockmusik auf, begann aber erst, als ihm einer seiner Klassenkameraden vorschlug, eine Rockband zu gründen, mit 16 Jahren Schlagzeug in dieser Band zu spielen. Von 1994 bis 1999 studierte er Schlagzeug am Konservatorium von Filippos Nakas in Athen, wo er auch mit Jazzmusik vertraut wurde. 2011 nahm er in Rio de Janeiro Unterricht bei Schlagzeugern und Perkussionisten wie Marcos Suzano, Robertinho Silva, Kiko Freitas und Cassio Cunha. 2011/12 war er zwei Monate auf Kuba, um Unterricht bei Enrique Pla, Jose Eladio Amat und Ramses Rodriguez zu nehmen. 2013 begann er sein Masterstudium an der Hochschule für Musik und Theater München bei Werner Schmitt, aber auch bei Michael Keul, Jeff Ballard, Claus Hessler, Billy Hart und Ron Savage, das er 2015 mit hervorragenden Noten abschloss.
Seine ersten Live-Auftritte als Berufsmusiker hatte er mit der Rockband Suddenly. 1998 schloss er sich der Rockgruppe von Petros Theotokatos an, mit der er drei Jahre lang in Griechenland tourte, im griechischen Fernsehen auftrat, an Rockfestivals wie dem Athens Rockwave Festival und dem 23. River Party Festival teilnahm und 1999 das zweite Album I Eleytheria de Nikietai (1999) von Theotokatos aufnahm. Er spielte auch für die Rockbands Lefkes Nichtes, Positron und Skies. Weiterhin kam es zur Zusammenarbeit mit Mario Frangoulis, Manos Lidakis, Dimitris Maramis, Vasilis Kazoulis, bevor er zum Jazz und zur Latin Music wechselte.
Ab 2007 spielte er mit zahlreichen Musikern der griechischen Jazzszene. Gemeinsam mit Nikos Terzakis und Yannis Papadopoulos gehörte er vier Jahre lang zum Trio Jazz on T.A.P. Daneben kam es zu Auftritten mit Yorgos Krommydas (Jazzium 2010), Yiorgos Psihoyios (In Paris 2013), Miranda Verouli & Desafinados, Lito Voyatzoglou, Antenor Bogea, Free Time Quartet (O Grande Amor, 2014), Swinging Fish, Black Coffee, Fabio Cruz und Yannis Arzimanoglou, teilweise auch in den Vereinigten Arabischen Emiraten, Kuba und Zypern.
Seit 2012 arbeitete er von München aus, zunächst in den Gruppen des kolumbianischen Jazzgitarristen Nicolas Delgado und im Quintett Elena Baumann and Friends, aber auch mit Peter Tuscher, Michael Hornstein, Tizian Jost und Chris Lachotta. 2014 gründete er sein eigenes Quintett mit Bastien Rieser (Trompete), Mark Pusker (Saxophon), Maruan Sakas (Piano) und Lorenz Heigenhuber (Bass), das 2018 das Album An Ode to the Light bei Timezone Records vorlegte und international tourte. Zudem begleitete er Jasmin Bayer auf ihren Alben.
Gemeinsam mit seiner Frau, der kubanischen Pianistin Yamile Cruz Montero, nahm er das Album Rapsodia Cubana auf, das Werke von José María Vitier, Ernán López-Nussa, Andrés Alén und Aldo López-Gavilán enthält.

## Diskographische Hinweise
- Jazz on T.A.P (2012, mit Nikos Terzakis, Yannis Papadopoulos)
- An Ode to the Light (Timezone Records 2018, mit Bastien Rieser, Mark Pusker, Maruan Sakas, Lorenz Heigenhuber)
- Yamilé Cruz Montero & Christos Asonitis: Rapsodia Cubana (Naxos World Music 2021)